# Cerklje na Gorenjskem
Cerklje na Gorenjskem (phát âm [tsɛɾˈklɛ na ɡɔˈɾeːnskɛm]; tiếng Đức: Zirklach) là một làng ở tây bắc Slovenia. Nó là trụ sở của Khu tự quản Cerklje na Gorenjskem.

## Tên
Các tên gọi của Cerklje na Gorenjskem trong lịch sử bao gồm năm 1147 với tên Sancta Maria (và với tên Ecclesia sancte Marie in Cirkelach năm 1239 và  Zirchlach năm 1271). Tên Cerklje bắt nguồn từ số nhiều *Cerkъvľane (< *cerьky 'nhà thờ'), nghĩa là 'người sống trong địa phận nhà thờ' hoặc 'người định cư trong làng có nhà thờ'. Trong quá khứ tên tiếng Đức của nó là Zirklach.

## Người nổi tiếng
Những người nổi tiếng sinh ra hoặc sống tại Cerklje na Gorenjskem bao gồm:
- Fran Barle (1864–1928), người tổ chức phòng cháy chữa cháy
- Ignacij Borštnik (1858–1919), diễn viên kịch
- Ivan Lavrenčič (1857–1930), lịch sử và chính trị gia
- Matej Medved (1796–1865), người xây một số nhà thờ ở Slovenia
- Ivan Šturm (1856–1935), diễn viên kịch
- Andrej Vavken (1838–1898), nhà soạn nhạc và thị trưởng